# Metaxymecus gracilipes
Metaxymecus gracilipes är en insektsart som först beskrevs av Brancsik 1895.  Metaxymecus gracilipes ingår i släktet Metaxymecus och familjen gräshoppor. Inga underarter finns listade i Catalogue of Life.

## Bildgalleri

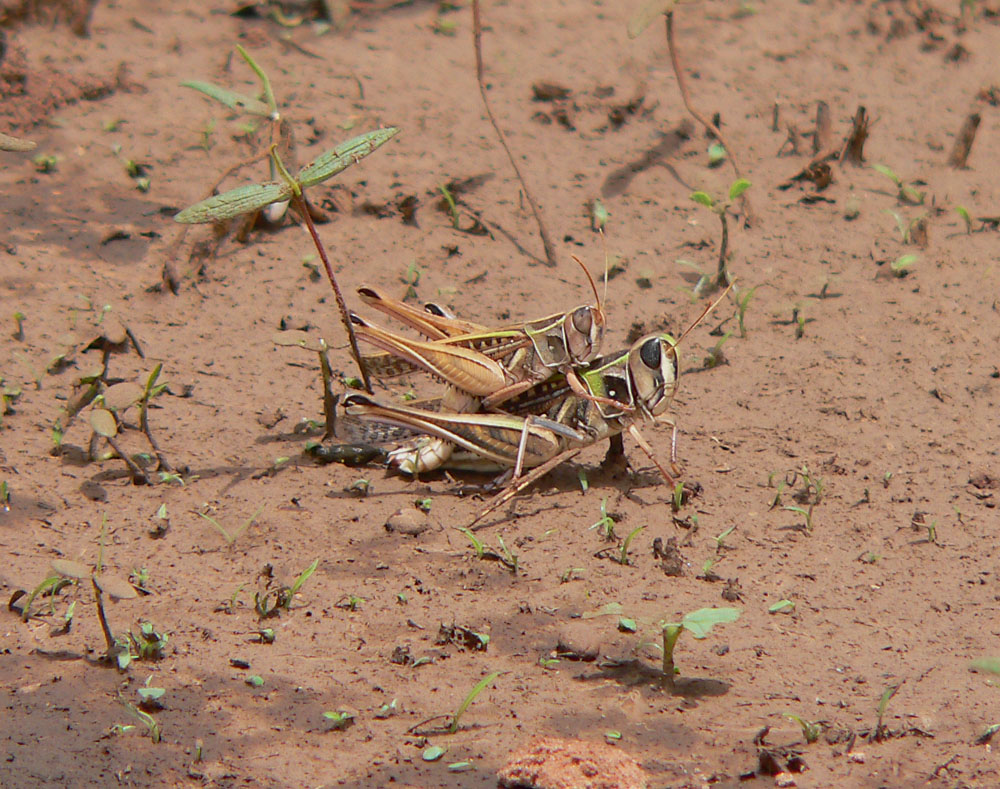